# Obliquogobius yamadai
Obliquogobius yamadai är en fiskart som beskrevs av Koichi Shibukawa och Aonuma 2007. Obliquogobius yamadai ingår i släktet Obliquogobius och familjen smörbultsfiskar. Inga underarter finns listade i Catalogue of Life.